# Theodor II.
Theodor II. (asi 840? Řím – 20. prosince 897 Řím) byl papežem katolické církve v prosinci 897. Podle některých zdrojů byl zvolen na konci listopadu 897 a v prosinci téhož roku zemřel. Jeho pontifikát pravděpodobně trval 20 dnů.

## Život
Zřejmě byl Formosovým stoupencem. Svolal sněm, který Formosův proces zrevidoval a jehož závěry se staly základem závažnějšího koncilu, který svolal jeho nástupce Jan IX. Prý také nechal pohřbít znovunalezené Formosovo tělo ve Svatopetrské bazilice, ve které je sám pohřben.

## Odkazy

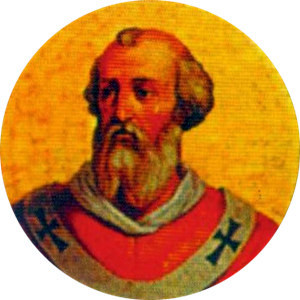
Portrét papeže Theodora II. v bazilice sv. Pavla za hradbami